# Serbische Beachhandball-Nationalmannschaft der Frauen
Die serbische Beachhandball-Nationalmannschaft der Frauen repräsentiert den serbischen Handball-Verband als Auswahlmannschaft auf internationaler Ebene bei Länderspielen im Beachhandball gegen Mannschaften anderer nationaler Verbände. Den Kader nominiert der Nationaltrainer.
Das männliche Pendant ist die Serbische Beachhandball-Nationalmannschaft der Männer. Als Unterbau fungiert die Serbische Beachhandball-Nationalmannschaft der Juniorinnen.

## Geschichte
Nachdem der Staatenbund Serbien und Montenegro 2006 aufgelöst worden war, nahm die gemeinsame Nationalmannschaft zuletzt 2006 an den Europameisterschaften in Cuxhaven teil. Die serbische Beachhandball-Nationalmannschaft wurde zu einer der beiden Nachfolgerinnen und trat schon im Jahr darauf in Misano Adriatico bei den Europameisterschaften 2007 an. Der Kader bestand weitestgehend aus den Spielerinnen, die auch schon im Vorjahr für die Vorgängermannschaft aktiv waren. Mit dem 9. Platz gelang die Qualifikation für die Weltmeisterschaften 2008 in Cádiz, wo das Team die Viertelfinals erreichen konnte und am Ende Achte wurde. Es ist der bislang größte internationale Erfolg der Mannschaft. Seitdem konnte die Mannschaft anders als ihr männliches Pendant, dass zwischen 2007 und 2019 an allen Europameisterschaften teilnahm, keine Kontinuitäten aufbauen. Zwischen 2007 und 2015 nahm man dreimal an Europameisterschaften teil, auf eine Teilnahme folgte jeweils eine Nichtteilnahme. Auch die Spielerkader, die sich meist aus Profispielerinnen zusammen setzten – 2007 etwa mit der späteren Welthandballerin Andrea Lekić – waren bei jeder EM komplett neu zusammengestellt. Seit 2015 gab es keine Turnierteilnahmen mehr.

## Teilnahmen
| World Games - 2001: nicht eingeladen - 2005: nicht eingeladen - 2009: nicht qualifiziert - 2013: nicht qualifiziert - 2017: nicht qualifiziert - 2022: nicht qualifiziert World Beach Games - 2019: nicht qualifiziert - 2023: nicht qualifiziert Mediterranean Beach Games - 2015: keine Teilnahme - 2019: keine Teilnahme - 2023: | Weltmeisterschaften - 2008: 8. - 2010: nicht qualifiziert - 2012: nicht qualifiziert - 2014: nicht qualifiziert - 2016: nicht qualifiziert - 2018: nicht qualifiziert - 2020: nicht qualifiziert, ausgefallen - 2022: nicht qualifiziert - 2024: | Europameisterschaften - 2007: 9. - 2009: keine Teilnahme - 2011: 10. - 2013: keine Teilnahme - 2015: 11. - 2017: keine Teilnahme - 2019: keine Teilnahme - 2021: keine Teilnahme - 2023: nicht qualifiziert | Europaspiele - 2023: nicht qualifiziert EHF Championship - 2022: keine Teilnahme Global Tour - 2022: nicht eingeladen - 2023: nicht eingeladen |

- EM 2007: Kristina Andjelković • Milica Čović • Ana Damnjanović • Sanja Damnjanović • Bojana Davidović • Andrea Lekić • Nikolina Lutovac • Lidija Stević • Katarina Tomašević (TW)[1]

- WM 2008: Ema Božanović • Milica Čović • Slađana Grozdanić • Dubravka Kosić • Dragana Kovačević • Sandra Kuridza • Slađana Pop-Lazić • Marina Tantić • Dunja Tasić[2]

- EM 2011: Tanja Bogosavljević • Kristina Georgijev (TW) • Milena Kokoresković • Jelena Kostrešević • Tamara Pavlović • Danica Stojilković • Marija Todorović • Jelena Varda[3]

- EM 2015: Dea Aleksić • Radmila Bogdanović • Tamara Djurković • Nina Kolundžić (TW) • Bojana Milić • Jovana Misailović • Tamara Popović (TW) • Lidija Radovanović (TW) • Nina Ribičić • Slađana Žigić[4]

## Trainer
| Cheftrainer - 2007: Saša Kuburović - 2011: Danijel Petković - 2015: Vanja Antić |